# 渡辺祥智
渡辺 祥智（わたなべ よしとも、1976年6月25日 - ）は、日本の女性漫画家。新潟県出身。かに座。血液型はB型。
ジャンルは主にファンタジーを得意とし、丸ペンなどによる繊細な画風や、愛らしい絵が特徴。代表作は、『銀の勇者』、『その向こうの向こう側』など。

## 略歴
- 1994年 - 「MORPHEUS」（『LaLa DX』（白泉社）7月号掲載）で第29回LMSトップ賞を受賞。
- 1996年 - 「けぱけぱ」（『LaLa DX』1月号掲載）で第10回LMGゴールドデビュー賞を受賞しデビュー。
- 1997年 - 『LaLa』（白泉社）8月号に「銀の勇者」を掲載。翌年『LaLa』2月号より連載開始。
- 2000年 - 『LaLa』10月号より「funfun工房」を連載開始。
- 2003年 - 『LaLa』3月号より「坂本係」を連載開始。「坂本係」連載終了後は白泉社を離れ、『月刊コミックブレイド』（マッグガーデン）2003年9月号より「その向こうの向こう側」を連載開始。
- 2007年 - 『コミックブレイドZEBEL』（マッグガーデン）vol.1より「からっと!」を連載開始。
- 2008年 - 『コミックブレイドBROWNIE』（マッグガーデン）創刊号に「docca」を掲載[2]。
- 2013年 - 『月刊コミックアヴァルス』（マッグガーデン）4月号より「ひゃくイチ」を連載開始[3]。
- 2014年 - 『月刊コミックアヴァルス』7月号より「ヒナ★ドーリィこれくしょん」を連載開始[4]
- 2014年 - 『花丸漫画』（白泉社）vol.3より「メロディアス!」を連載開始。
- 2016年 - 『花丸漫画』vol.8より「魔法使いの騎士」を連載開始。

## 人物
- 漫画家になろうと思ったことは実は一度もなく、「小説に挿絵を描く人になりたい」と思っていた時、どうすればなれるものか分からず、とりあえず漫画なら漫画雑誌に投稿できる、ということで、その時姉がたまたま買っていた雑誌が『LaLa』だったため、試しに描いて送ってみたところ、それが編集者の目に留まり、漫画家デビューへのきっかけになったと語る[5]。
- 小学生の頃はファッションデザイナーか洋服屋が夢だった[6]。
- 「子供」と「老人」を描くのが得意で、「青年」などを描くのは苦手という[6]。彩色にはHOLBEINの赤・青・黄・茶、ドクターマーチン、水彩絵の具、コピックを使用。他にお茶やマニキュアなど使えそうだと思った物は使うという[5]。
- 兄と姉がいる[5]。
- ゲームが好き。自身の作風のせいで「RPG好き」だと思われがちだが、実際はRPGは面倒臭くて滅多にやらない。好きなゲームはアクション、シューティング、パズル系。中でも「感動して泣いた」と語るほどの一番のお気に入りが『風のクロノア』[6]。
- 『アンジェリーク』のプレイレポートを描く際、RPGがあまり好きでないにもかかわらず、ストーリーの先が気になり、睡眠もろくに取らず一気にエンディングまで行ってしまい、その後コントローラーを握ったまま気を失った[7]。
- 鳥が好きで昔インコを飼っていた。古くは『プチ』という名のインコ[6]。2001年頃は真っ白な♂のオカメインコ（名前は『アベル』）を飼っていた[8]。また、猫好きでもあり[9]、猫も飼っていた。鳥や天使など、とにかく「羽根モノ」が大好きらしく[6]、そのため彼女の作品には「羽根」や「猫」をモチーフにしたものが多く見られる。
- 風変わりでエキセントリックな男性に惹かれる傾向にあるらしく、自身の作品キャラの中では「けぱけぱ様」（奇抜でマイペースな神様）、「カイト」（銀の勇者・ビートの兄）がお気に入り[6]。
- 好きなアニメ・漫画作品は、『みかん・絵日記』[9]、『魔動王グランゾート』、『ぼのぼの』、『ときめきトゥナイト』、『キャプテン翼』、『スラムダンク』など[5]。
- 小説はかなり読むらしく、高校の頃は小説ばかり読んでいた。宮澤賢治、星新一、コバルト文庫、角川スニーカー文庫などを読んでいた。辞典を眺めるのも好きだったという。他に江國香織の『ぼくの小鳥ちゃん』など[5]。

## 作品リスト
以下、掲載・発売時期が古いものから順に、下に行くほど最新作。

### コミックス
- 『銀の勇者』白泉社〈花とゆめコミックス〉1998年 - 2000年、全5巻
- 『funfun工房（ファンファン・ファクトリー）』白泉社〈花とゆめコミックス〉2001年 - 2003年、全4巻
- 『その向こうの向こう側』マッグガーデン〈ブレイドコミックス〉2004年 - 2008年、全6巻
- 『からっと!』マッグガーデン〈ブレイドコミックス〉2007年 - 2010年、全2巻
- 「猫と魔女が集う場所」マッグガーデン、2008年、『猫あんそろじー』に収録
- 『docca』マッグガーデン〈アヴァルスコミックス〉2010年 - 2012年、全3巻
- 『ひゃくイチ』マッグガーデン〈アヴァルスコミックス〉2014年、全2巻
- 『ヒナ★ドーリィこれくしょん』マッグガーデン〈アヴァルスコミックス〉2014年、全1巻
- 『オオカミ天使（エンジェル）の華麗な矛盾』マッグガーデン〈uvuコミックス〉2015年、全1巻
- 『坂本係』白泉社〈花丸コミックス・プレミアム〉2015年、全1巻
- 『魔法使いの騎士』白泉社〈花丸コミックス・プレミアム ※3、4巻電子版のみ〉2017年 - 2025年、全4巻
- 『恋じゃないならなんなのさ』白泉社〈花丸コミックス ※電子版のみ〉2025年 - 、既刊6巻（2025年5月現在）

### 読み切り作品
- けぱけぱ
- カムカリゾート計画
- 秘密色の毛並み
- お犬騒動
- 東西通信管理局 ～DEAR MY MOTHER～
- ホーリー・クラウン
- メディスン・ホイール（1・2）

### コミックス未収録作品
- MORPHEUS（「LaLaDX」1994年7月号）
- アンジェリーク プレイレポート（「月刊LaLa」1999年3月号）
- アンジェリーク 天空の鎮魂歌 プレイレポート（「月刊LaLa」1999年4月号）
- funfunマジカル絵本（「月刊LaLa」2002年3月号付録。フルカラー）

### CD
- ドラマCD 銀の勇者 ※廃盤、または絶版
- その向こうの向こう側 第2巻 初回限定版特典 オリジナルドラマCD
- その向こうの向こう側 イメージボーカルトラックス
- ドラマCD からっと! （「月刊コミックブレイドアヴァルス」誌上通販限定品）

### DVD
- デジタルコミックブレイド（『その向こうの向こう側』のショート・アニメーション収録）

### 画集
- KIRARA 渡辺祥智画集（マッグガーデン、2005年）

### その他
- 東北電力「エコアイス」のマスコットキャラクター『アイスちゃん』